# リー・ポパ
リー・ポパ　(Leonard Popa) は1957年11月8日生まれのアメリカ合衆国の音楽プロデューサー、レコーディングエンジニア、ツアーマネージャー、ギタリスト。アメリカ合衆国イリノイ州シカゴ生まれ。リー・ポープ（Lee Pope）と表記することもある。 

## 来歴
リーは1985年、５人組ロックバンド Slammin Watusisの結成メンバーとして、リードヴォーカルとリードギターを担当した。1990年バンドは解散する。
1990年−1991年にかけてバンド Ministry のツアーMinistry『In Case You Didn't Feel Like Showing Up』や KILLING JOKE の『Extremities, Dirt & Various Repressed Emotions 』にサウンドエンジニアとして参加する。これをきっかけとして、音楽プロデュースに興味を持ち1992年、音楽プロデュース、レコーディングプロデュース業をスタートした。
1993年、リーはEpic/Sony Recordsからリリースされた Living Colour のアルバム『Dread』のレコーデング、ミキシングを担当した。
以降ポップス、ロックを中心に楽曲制作、音楽プロデュース活動を行う。プロデュースしたバンドは KMFDM、Phunk Junkeez、Phantom Planet 他。
2019年、リーは日本のパンクバンド The Bo-Peeps のアルバム『Colors』をプロデュースした。